# Máriakálnok
Máriakálnok is een plaats (község) en gemeente in het Hongaarse comitaat Győr-Moson-Sopron. Máriakálnok telt 1483 inwoners (2001).